# Ronda 8 de GP2 Series de 2011
A Oitava Rodada da Temporada da GP2 Series de 2011 aconteceu em Spa-Francorchamps, na cidade belga de Ardenas. Aconteceu entre 26 e 28 de agosto. A Primeira Corrida foi vencida pelo alemão Christian Vietoris e a segunda pelo italiano Luca Filippi. Mesmo atingindo a terceira colocação e quarta colocação, foi em Spa, com uma rodada de antecedência que Romain Grosjean se tornou campeão da GP2 Series 2011.

## Classificatória
| Pos | No. | Piloto              | Time                    | Tempo    | Grid |
| --- | --- | ------------------- | ----------------------- | -------- | ---- |
| 1   | 8   | Christian Vietoris  | Racing Engineering      | 2:18.345 | 1    |
| 2   | 19  | Luca Filippi        | Scuderia Coloni         | 2:19.779 | 2    |
|     | 3   | Charles Pic         | Barwa Addax Team        | 2:20.056 | 261  |
| 3   | 5   | Jules Bianchi       | Lotus ART               | 2:20.211 | 3    |
| 4   | 18  | Michael Herck       | Scuderia Coloni         | 2:20.748 | 4    |
| 5   | 10  | Marcus Ericsson     | iSport International    | 2:20.858 | 5    |
| 6   | 17  | Adam Carroll        | Super Nova Racing       | 2:21.491 | 6    |
| 7   | 11  | Romain Grosjean     | DAMS                    | 2:21.715 | 7    |
| 8   | 23  | Johnny Cecotto, Jr. | Ocean Racing Technology | 2:21.753 | 8    |
| 9   | 6   | Esteban Gutiérrez   | Lotus ART               | 2:21.877 | 9    |
| 10  | 4   | Giedo van der Garde | Barwa Addax Team        | 2:21.956 | 10   |
| 11  | 22  | Brendon Hartley     | Ocean Racing Technology | 2:22.145 | 11   |
| 12  | 7   | Dani Clos           | Racing Engineering      | 2:22.254 | 12   |
| 13  | 16  | Fairuz Fauzy        | Super Nova Racing       | 2:22.299 | 13   |
| 14  | 25  | Mikhail Aleshin     | Carlin                  | 2:22.326 | 14   |
| 15  | 14  | Josef Král          | Arden International     | 2:22.346 | 15   |
| 16  | 24  | Max Chilton         | Carlin                  | 2:22.573 | 16   |
| 17  | 1   | Fabio Leimer        | Rapax                   | 2:22.623 | 17   |
| 18  | 20  | Rodolfo González    | Trident Racing          | 2:22.655 | 18   |
| 19  | 26  | Luiz Razia          | Caterham Team AirAsia   | 2:22.895 | 19   |
| 20  | 27  | Davide Valsecchi    | Caterham Team AirAsia   | 2:23.364 | 252  |
| 21  | 9   | Sam Bird            | iSport International    | 2:23.365 | 20   |
| 22  | 15  | Jolyon Palmer       | Arden International     | 2:23.495 | 21   |
| 23  | 12  | Pål Varhaug         | DAMS                    | 2:23.830 | 22   |
| 24  | 21  | Stefano Coletti     | Trident Racing          | 2:24.272 | 23   |
| 25  | 2   | Julián Leal         | Rapax                   | 2:24.832 | 24   |

## Primeira Corrida
| Pos                                                        | No. | Piloto              | Time                    | Voltas | Tempo       | Grid | Pontos |
| ---------------------------------------------------------- | --- | ------------------- | ----------------------- | ------ | ----------- | ---- | ------ |
| 1                                                          | 8   | Christian Vietoris  | Racing Engineering      | 24     | 1:00:55.099 | 1    | 10+2+1 |
| 2                                                          | 5   | Jules Bianchi       | Lotus ART               | 24     | +2.862      | 3    | 8      |
| 3                                                          | 11  | Romain Grosjean     | DAMS                    | 24     | +4.571      | 7    | 6      |
| 4                                                          | 19  | Luca Filippi        | Scuderia Coloni         | 24     | +6.441      | 2    | 5      |
| 5                                                          | 22  | Brendon Hartley     | Ocean Racing Technology | 24     | +11.614     | 11   | 4      |
| 6                                                          | 7   | Dani Clos           | Racing Engineering      | 24     | +12.471     | 12   | 3      |
| 73                                                         | 16  | Fairuz Fauzy        | Super Nova Racing       | 24     | +18.906     | 13   | 2      |
| 83                                                         | 14  | Josef Král          | Arden International     | 24     | +17.391     | 15   | 1      |
| 9                                                          | 17  | Adam Carroll        | Super Nova Racing       | 24     | +19.364     | 6    |        |
| 10                                                         | 27  | Davide Valsecchi    | Caterham Team AirAsia   | 24     | +20.228     | 25   |        |
| 11                                                         | 23  | Johnny Cecotto, Jr. | Ocean Racing Technology | 24     | +22.899     | 8    |        |
| 12                                                         | 9   | Sam Bird            | iSport International    | 24     | +23.358     | 20   |        |
| 13                                                         | 12  | Pål Varhaug         | DAMS                    | 24     | +24.110     | 22   |        |
| 14                                                         | 6   | Esteban Gutiérrez   | Lotus ART               | 24     | +31.304     | 10   |        |
| 15                                                         | 24  | Max Chilton         | Carlin                  | 23     | +1 volta    | 16   |        |
| 16                                                         | 18  | Michael Herck       | Scuderia Coloni         | 23     | +1 volta    | 4    |        |
| Ret                                                        | 10  | Marcus Ericsson     | iSport International    | 18     | Retirou-se  | 5    |        |
| Ret                                                        | 4   | Giedo van der Garde | Barwa Addax Team        | 18     | Colisão     | 10   |        |
| Ret                                                        | 20  | Rodolfo González    | Trident Racing          | 18     | Acidente    | 18   |        |
| Ret                                                        | 25  | Mikhail Aleshin     | Carlin                  | 16     | Acidente    | 14   |        |
| Ret                                                        | 15  | Jolyon Palmer       | Arden International     | 16     | Retirou-se  | 21   |        |
| Ret                                                        | 21  | Stefano Coletti     | Trident Racing          | 15     | Colisão     | 23   |        |
| Ret                                                        | 2   | Julián Leal         | Rapax                   | 14     | Spun off    | 24   |        |
| Ret                                                        | 1   | Fabio Leimer        | Rapax                   | 7      | Retirou-se  | 17   |        |
| Ret                                                        | 26  | Luiz Razia          | Caterham Team AirAsia   | 1      | Colisão     | 19   |        |
| Ret                                                        | 3   | Charles Pic         | Barwa Addax Team        | 1      | Colisão     | 26   |        |
| volta mais rápida: Julián Leal (Rapax) 2:00.536 (volta 12) |     |                     |                         |        |             |      |        |

## Segunda corrida
| Pos                                                                           | No. | Driver              | Team                    | Laps | Time/Retired | Grid | Points |
| ----------------------------------------------------------------------------- | --- | ------------------- | ----------------------- | ---- | ------------ | ---- | ------ |
| 1                                                                             | 19  | Luca Filippi        | Scuderia Coloni         | 18   | 39:34.834    | 5    | 6+1    |
| 2                                                                             | 5   | Jules Bianchi       | Lotus ART               | 18   | +4.476       | 7    | 5      |
| 3                                                                             | 14  | Josef Král          | Arden International     | 18   | +6.857       | 1    | 4      |
| 4                                                                             | 11  | Romain Grosjean     | DAMS                    | 18   | +7.685       | 6    | 3      |
| 5                                                                             | 9   | Sam Bird            | iSport International    | 18   | +8.993       | 12   | 2      |
| 6                                                                             | 7   | Dani Clos           | Racing Engineering      | 18   | +12.952      | 3    | 1      |
| 7                                                                             | 6   | Esteban Gutiérrez   | Lotus ART               | 18   | +14.364      | 14   |        |
| 8                                                                             | 23  | Johnny Cecotto, Jr. | Ocean Racing Technology | 18   | +19.360      | 11   |        |
| 9                                                                             | 22  | Brendon Hartley     | Ocean Racing Technology | 18   | +19.634      | 3    |        |
| 10                                                                            | 27  | Davide Valsecchi    | Caterham Team AirAsia   | 18   | +20.192      | 10   |        |
| 11                                                                            | 17  | Adam Carroll        | Super Nova Racing       | 18   | +21.472      | 9    |        |
| 12                                                                            | 10  | Marcus Ericsson     | iSport International    | 18   | +22.033      | 17   |        |
| 13                                                                            | 8   | Christian Vietoris  | Racing Engineering      | 18   | +22.348      | 8    |        |
| 14                                                                            | 15  | Jolyon Palmer       | Arden International     | 18   | +22.917      | 20   |        |
| 15                                                                            | 18  | Michael Herck       | Scuderia Coloni         | 18   | +23.672      | 16   |        |
| 16                                                                            | 24  | Max Chilton         | Carlin                  | 18   | +27.960      | 15   |        |
| 17                                                                            | 20  | Rodolfo González    | Trident Racing          | 18   | +28.510      | 25   |        |
| 18                                                                            | 12  | Pål Varhaug         | DAMS                    | 18   | +28.547      | 13   |        |
| 19                                                                            | 3   | Charles Pic         | Barwa Addax Team        | 18   | +28.853      | 24   |        |
| 20                                                                            | 4   | Giedo van der Garde | Barwa Addax Team        | 18   | +29.374      | 18   |        |
| 21                                                                            | 16  | Fairuz Fauzy        | Super Nova Racing       | 18   | +59.072      | 2    |        |
| Ret                                                                           | 25  | Mikhail Aleshin     | Carlin                  | 13   | retirou-se   | 19   |        |
| Ret                                                                           | 2   | Julián Leal         | Rapax                   | 13   | Spun off     | 21   |        |
| Ret                                                                           | 26  | Luiz Razia          | Caterham Team AirAsia   | 12   | Colisão      | 23   |        |
| Ret                                                                           | 1   | Fabio Leimer        | Rapax                   | 7    | Spun off     | 22   |        |
| DNS                                                                           | 21  | Stefano Coletti     | Trident Racing          |      | Não partiu   |      |        |
| volta mais rápida: Marcus Ericsson (iSport International) 2:00.493 (volta 15) |     |                     |                         |      |              |      |        |

## Classificação após a rodada
| Pos | Pilotos             | Pontos |
| --- | ------------------- | ------ |
| 1   | Romain Grosjean     | 83     |
| 2   | Giedo van der Garde | 49     |
| 3   | Jules Bianchi       | 48     |
| 4   | Charles Pic         | 42     |
| 5   | Luca Filippi        | 40     |

| Pos | Time                 | Pontos |
| --- | -------------------- | ------ |
| 1   | Barwa Addax Team     | 91     |
| 2   | DAMS                 | 83     |
| 3   | Racing Engineering   | 64     |
| 4   | Lotus ART            | 62     |
| 5   | iSport International | 62     |